# Everybody Hurts (Obitelj Soprano)
"Everybody Hurts" je 45. epizoda HBO-ove televizijske serije Obitelj Soprano i šesta u četvrtoj sezoni serije. Napisao ju je Michael Imperioli, režirao Steve Buscemi, a originalno je emitirana 20. listopada 2002.

## Radnja
Christopher još uvijek ubrizgava heroin, a posljednji put nekoliko trenutaka prije nego što je dobio poziv od Tonyja, koji ga želi vidjeti. Nakon što je stigao, Tony primjećuje njegovu omamljenost, ali Chris kaže kako je to od vina koje je pio s Adrianom. Tony kaže Chrisu kako će ubuduće davati naredbe preko njega zbog njihovih obiteljskih veza te da će Chris uvesti obitelj u 21. stoljeće. Chris ističe da su već ondje, ali Tony ne shvaća.
A.J. se u podrumu druži sa svojim prijateljima Mattom Testom, Patrickom Whalenom i Jasonom Malatestom te prijateljicom Devin Pillsbury. Razgovaraju o poslovima svojih očeva, a nakon što A.J. otkrije kako je njegov suvlasnik Bada Binga, odlučuju ga posjetiti. A.J. se zbuni i oni završe u Satriale'su. A.J. se vraća kasno, a majka ga ukori što je ostao kasnije od dopuštenog.
U krevetu, Tony i Carmela razgovaraju o Furiu Giunti: ona ga želi povezati sa svojom zubnom higijeničarkom, Liz DiLiberto. Kaže mu i kako je nedavno saznala kako je se Gloria Trillo ubila objesivši se o luster. Tony jedva zadržava svoj šok. Odlazi do Globe Motorsa kako bi saznao detalje, a kasnije se na terapiji posvađa s dr. Melfi, okrivivši ju za Glorijinu smrt. Ona mu se usprotivi i kaže mu kako pacijentima daje sve od sebe; Tony popušta i priznaje kako zapravo krivi sam sebe jer se mogao brinuti za Gloriju umjesto da je prekinuo njihovu vezu. 
Artie Bucco ima novu francusku hostesu u Nuovo Vesuviu, Elodie Colbert, a njegov se odnos s Charmaine čini zategnutijim nego ikad. Elodien brat, Jean-Philippe ponudi Artieju poslovni prijedlog: želi posuditi novac kako bi otkupio prava na distribuciju Armagnaca, tvrdeći kako je to "nova votka". Artie se oduševi prijedlogom i pokuša posuditi novac od Ralphieja. Ralphie odbije jer ne bi mogao nauditi Artieju u slučaju da mu ne bude mogao vratiti novac. Tony kasnije saznaje za to i posjećuje Artieja kući, ponudivši mu novac, uzrujan što mu se Artie nije obratio prvom.
Izašavši iz Artiejeve kuće, Tony uzme bocu Armagnaca i popije ga izravno iz boce. Kasnije, doživljava pijanski san o Gloriji. Posjećuje njezin stan i pronalazi je u crnoj haljini s crnom maramom oko vrata. Ona sprema večeru, a nakon što je prišla pećnici marama se otkrije pred Tonyjem. Žbuka pada ispred njega, a nakon što je podigao pogled, on ugleda kako je luster umalo iščupan iz stropa. Gloria se iznenada nađe kod stola i ponudi Tonyju izbor da vidi što joj se nalazi ispod haljine ili ispod marame. Tony se probudi i ode do kupaonice kako bi uzeo lijekove.
Brian Cammarata, novi financijski savjetnik Sopranovih, posjećuje ih, a Tony potpisuje policu osiguranja na Carmelino oduševljenje. Nakon što primijeti kako Brian ima otmjeni ukus pri odijevanju, Tony ga poveže s Patsyjem Parisijem. Carmela kasnije prekida A.J.-a i Devin dok se ljube na kauču. Odlaze pronaći osamljeno mjesto, a Devin naručuje prijevoz do Meadowina radnog mjesta, jer A.J. misli kako bi im mogla pustiti da iskoriste njezinu sobu. Šokiraju se četvrti u kojoj njegova sestra volontira te se razočaraju kad ih Meadow s podsmijehom odbije. 
Tony sređuje karte za koncert Billyja Joela za Carmelu, Chrisa, Adrianu, Briana i njegovu suprugu Janelle Cammarata. Adriana se izvuče, uplašena da provodi previše vremena s ljudima o kojima bi trebala prikupljati dokaze. To otvori prostor za Carmelin planirani spoj Furia i Liz; međutim, nakon što ispadne kako se njih dvoje dobro slažu, Carmela se čini iznimno nezadovoljnom. Tony rezervira i večeru s Janice u Nuovo Vesuviu. Jedno se vrijeme dobro slažu, prisjećajući se običaja njihove majke sisanja srži iz kostiju. Tony čestita Janice na njezinoj vezi s Bobbyjem Baccalierijem. Janice odvraća rekavši Tonyju onime što je trebao čuti: on joj je uvijek pomagao kad je bilo potrebno. 
Artie dostavlja Tonyjev novac Jean-Philippeu ispred Vesuvia. Kasnije ga ne uspijeva dobiti na telefon, ali mu Elodie odvraća pozornost koketirajući s njim. Artie kasnije odlučuje posjetiti Jean-Philippea kod kuće, pripremajući se za nastup ispred zrcala. Oblači plavu mornaričku košulju i crnu kožnu jaknu, pokušavajući izgledati zastrašujuće. Jean-Philippe mu kaže kako možda neće biti u stanju otplatiti dug, a Artie ga napadne. Jean-Philippe ga svlada i otkine mu naušnicu iz uha te ga izbaci iz stana. Artie odlazi kući, predoziran alkoholom i tabletama, te nazove Tonyja, koji je taman bio u klinču sa svojom islandskom ljubavnicom. Artie se ispriča i proglašava se promašajem. Tony zaključuje kako mu se prijatelj pokušava ubiti i nazove hitnu pomoć.
Nakon što posjeti Artieja u bolnici, Tony je u isto vrijeme bijesan i suosjećajan. Nakon što je spomenuo kako je Artie propustio svoju prvu ratu, Tony kaže Artieju da mu očisti račun u Vesuviu kao dio otplate te zatim preuzima odgovornost za utjerivanje duga tako da mu Artie više ne duguje novac.  Artie izražava divljenje da Tony može "misliti 20 koraka unaprijed", odnosno kako je podsvjesno predvidio kako će posao propasti. Tony se razbjesni. Kasnije na terapiji, kaže dr. Melfi o Artieju i zatim o svojoj odluci da sve ostavi iza sebe donirajući novac telefonskoj liniji za samoubojice u Glorijino ime. Jean-Philippe kasnije otvori vrata Furiu, kojeg je Tony poslao da utjera dug. Epizoda završava s A.J.-em koji se druži s prijateljima te pokušava dokučiti zašto njegov otac nema "Don Corleone novac".

## Glavni glumci
- James Gandolfini kao Tony Soprano
- Lorraine Bracco kao dr. Jennifer Melfi
- Edie Falco kao Carmela Soprano
- Michael Imperioli kao Christopher Moltisanti
- Dominic Chianese kao Corrado Soprano, Jr. *
- Steven Van Zandt kao Silvio Dante *
- Tony Sirico kao Paulie Gualtieri *
- Robert Iler kao A.J. Soprano
- Jamie-Lynn Sigler kao Meadow Soprano
- Aida Turturro kao Janice Soprano
- Joe Pantoliano kao Ralph Cifaretto
- Drea de Matteo kao Adriana La Cerva
- Federico Castelluccio kao Furio Giunta
- John Ventimiglia kao Artie Bucco
- Kathrine Narducci kao Charmaine Bucco

* samo potpis

### Gostujući glumci
| - Jean-Hugues Anglade kao Jean-Philippe Colbert - Murielle Arden kao Elodie Colbert - Cameron Boyd kao Matt Testa - Tone Christensen kao gđica Reykjavik - Paul Dano kao Patrick Whalen - Matthew Del Negro kao Brian Cammarata - Heidi Dippold kao Janelle Cammarata - Jessica Dunphy kao Devin Pillsbury - Jason Furlani kao zaštitar | - Joseph R. Gannascoli kao Vito Spatafore - Ryan Hoffman kao Jason Malatesta - Tony Hoty kao prodavač - Ronobir Lahiri kao vozač - Daniel London kao Eddie - Vanessa Quijas kao Jessica - Annabella Sciorra kao Gloria Trillo - Lauren Toub kao Liz DiLiberto |

## Prva pojavljivanja
- Devin Pillsbury: A.J.-eva djevojka.
- Matt Testa: A.J.-ev prijatelj.

## Umrli
- Gloria Trillo: Tony saznaje za Glorijino samoubojstvo vješanjem.

## Naslovna referenca
- Naslov epizode odnosi se na emocionalne poteškoće s kojima se suočavaju Tony, Carmela, Artie, Gloria i dr. Melfi.
- Odnosi se i na istoimenu pjesmu R.E.M.-a o odupiranju impulsu za počinjenje samoubojstva u doba patnje.

## Glazba
- Tijekom odjavne špice svira "Take Me for a Little While" Davea Edmundsa.
- "Island in the Sun" sastava Weezer svira tijekom razgovora između Carmele i Adriane u teretani.
- "Scenes from an Italian Restaurant" Billyja Joela svira u sceni na kraju gdje Tony, Carmela i njihovi gosti večeraju u talijanskom restoranu, vjerojatno nakon koncerta Billyja Joela.
- "Kentucky Fried Flow" Armanda Van Heldena svira dok se Chris u kupaonici gleda u zrcalo nakon ubrizgavanja heroina, a njegov prijatelj povraća.
- Iako se glazba s njega ne pojavljuje u epizodi, album The Beatlesa iz 1965. Rubber Soul pojavljuje se u jednoj sceni, kao dio glazbene kolekcije Devinina oca.

## Vanjske poveznice
- Everybody Hurts u internetskoj bazi filmova IMDb-a